# S62
S62 — зоря в сузір'ї Стрільця, в скупченні, що оточує надмасивну чорну діру Стрілець А* (Sgr A*) в центрі Чумацького Шляху.
S62 обертається навколо чорної діри Sgr A* швидше ніж будь-яка інша зоря, відома станом на серпень 2020 року. З орбітальним періодом всього 9,9 років вона обійшла попереднього рекордсмена, зорю S55, яка обертається навколо Sgr A* за 12,8 років.
Крім того, S62 має орбіту з дуже високим ексцентриситетом, завдяки чому вона проходить дуже близько до Sgr A*, всього в 17,8 ± 7,4 астрономічних одиницях (2,6 млрд км), що менше, ніж відстань між Ураном і Сонцем. Це дорівнює приблизно 215 радіусам Шварцшильда (радіус Шварцшильда Sgr A* становить приблизно 0,082 а. о. або 12 млн км). За швидкістю в перицентрі S62 поступається тільки зорі S4714, висота перицентру якої 12,6 ± 9,3 а. о. (1,8 млрд км або 154 радіуса Швацшильда).
S62 проходить так близько до Sgr A*, що його орбіта має дуже велику прецесію: орбіта зміщується приблизно на 74,7±31 кутових хвилин на кожному оберті. За максимального зближення її швидкість відносно Sgr A* становить близько 0,067{\displaystyle c} (6,7 % від швидкості світла). Останнє зближення S62 з Sgr A* відбулося наприкінці 2022.
Відкриття S62 дозволило уточнити масу Sgr A*, показавши, що 4,15±0,6×10 6 M☉ зосереджено в межах 16 а. о. від центру, що повністю підтверджує, що Sgr A* є надмасивною чорною діркою.